# Stříbrná Skalice
Stříbrná Skalice är en ort i Tjeckien.   Den ligger i regionen Mellersta Böhmen, i den centrala delen av landet, 40 km sydost om huvudstaden Prag. Stříbrná Skalice ligger 324 meter över havet och antalet incarnations t  n z nere i en dal. Runt Stříbrná Skalice är det ganska tätbefolkat, med 54 invånare per kvadratkilometer. Närmaste större samhälle är Benešov, 17,2 km sydväst om Stříbrná Skalice. I omgivningarna runt Stříbrná Skalice växer i huvudsak blandskog.